# Wbrew pozorom
Wbrew pozorom – trzeci album studyjny polskiej wokalistki Sylwii Lipki, wydany 30 sierpnia 2019 roku przez wytwórnię My Music.

## Lista utworów
Opracowano na podstawie materiału źródłowego.
1. Wbrew pozorom
2. Tajemnicza
3. Cztery łapy
4. Mój świat
5. Gdybyś
6. Tylko w nas
7. 7 uśmiechów
8. Moje serce
9. Obserwowana
10. Zoo
11. Gdybyś (ft. Artur Sikorski)

Wbrew Pozorom Tour - trzecia międzykrajowa trasa Sylwii Lipki, promująca 3 album Sylwii pt."Wbrew Pozorom"